# Karin Seick
Karin Seick, née le 11 novembre 1961 à Winsen (Luhe), est une nageuse allemande ayant représenté la République fédérale allemande.

## Palmarès

### Jeux olympiques
- Los Angeles 1984
  -  Médaille d'argent en 4 × 100 m 4 nages.
  -  Médaille de bronze en 100 m papillon.
  -  Médaille de bronze en 4 × 100 m nage libre[1].

### Championnats du monde
- Championnats du monde de natation 1991
  -  Médaille d'argent en 4 × 100 m nage libre

### Championnats d'Europe
- Championnats d'Europe 1977
  -  Médaille de bronze en 4 × 100 m 4 nages
- Championnats d'Europe 1981
  -  Médaille de bronze en 100 m papillon
  -  Médaille d'argent en 4 × 100 m nage libre
  -  Médaille de bronze en 4 × 100 m 4 nages
- Championnats d'Europe 1983
  -  Médaille de bronze en 4 × 100 m nage libre
  -  Médaille de bronze en 4 × 100 m 4 nages
- Championnats d'Europe 1985
  -  Médaille d'argent en 4 × 100 m nage libre
- Championnats d'Europe 1987
  -  Médaille de bronze en 4 × 100 m nage libre